# 22499 Wunibaldkamm
22499 Wunibaldkamm este o planetă minoră (asteroid) din centura de asteroizi. A fost descoperită pe 27 iunie 1997 la Observatorul Național Kitt Peak de Spacewatch. 
Obiectul prezintă o orbită caracterizată de o semiaxă mare de 3,0745809 UAi, o excentricitate de 0,12, o înclinație de 12,46433 ° în raport cu ecliptica.